# Vandijkophrynus inyangae
Vandijkophrynus inyangae är en groddjursart som först beskrevs av John C. Poynton 1963.  Vandijkophrynus inyangae ingår i släktet Vandijkophrynus och familjen paddor. Inga underarter finns listade i Catalogue of Life.
Denna padda förekommer i två mindre regioner i östra Zimbabwe. Arten lever i bergstrakter mellan 2400 och 2550 meter över havet. Den vistas i träskmarker och gräsmarker. Fortplantningen sker i små pölar. Larverna kan vandra över fuktiga klippor. Exemplaren gömmer sig under stenar eller i bon som skapades av gnagare.
I utbredningsområdet etablerades en nationalpark. Hela populationen antas vara ganska stor. IUCN listar arten som sårbar (VU).